# Kerochariesthes holzschuhi
Kerochariesthes holzschuhi är en skalbaggsart som först beskrevs av Teocchi 1989.  Kerochariesthes holzschuhi ingår i släktet Kerochariesthes och familjen långhorningar. Inga underarter finns listade i Catalogue of Life.